# 川崎泰央
川崎 泰央（かわさき やすお、1977年6月14日 - ）は、福井県敦賀市出身の元プロ野球選手（投手）。

## 来歴・人物
敦賀気比中から進んだ敦賀高時代は県予選ベスト8。MAX144キロのストレートと縦に鋭く落ちるカーブを武器に北陸の怪腕とも呼ばれ、1995年のドラフト会議でオリックスに2位指名で入団する。入団1年目に、イチローらとともにバーモントカレーのCMに出演した経験がある。
入団直後に右ひざを手術。二軍でも目立った成績は残せず、一軍登板がないまま2000年に戦力外通告を受ける。その後、横浜ベイスターズなどの入団テストを受けるが不合格に終わり現役を引退した。
過去にロベルト・バルボンが顧問を務めるオリックス・バファローズの野球教室で指導コーチを務めていた経験を買われ、現在は埼玉県にある「アーデルバッティングドーム」で投手指導者として勤務している。

## 詳細情報

### 年度別投手成績
- 一軍公式戦出場なし

### 背番号
- 34 （1996年 - 2000年）